# پرچم جیبوتی
پرچم جیبوتی، به عنوان پرچم ملی این کشور شناخته می‌شود و دارای تناسب ۲:۳ می‌باشد.